# Buteogallus
Buteogallus é um género de ave de rapina da família Accipitridae.
Este género contém as seguintes espécies:
Buteogallus meridionalis (As vezes cai como Heterospizias meridionalis)
Buteogallus schistaceus
Buteogallus anthracinus
Buteogallus aequinoctialis
Buteogallus guadlanchii
Buteogallus urubitinga (As vezes cai como Urubitinga urubitinga
Buteogallus coronatus (As vezes cai como Urubitinga coronata)
Buteogallus solitarius   (As vezes cai como Urubitinga solitaria)
Buteogallus Lacernulatus (As vezes cai como Amadanostur lacernulatus